# لأول مرة (فلم)
لأول مرة هو فيلمٌ مصري ٌ بدأ عرضه في 29 يناير 2025.

## قصة الفيلم
يعيش زوجين مع بعضهما حياةً سعيدةً، لكن الأمور تنقلب رأساً على عقب عندما يعترف الزوج بأنه مصاب بفيروس الأيدز.

## إنتاج الفيلم
الفيلم من بطولة تارا عماد، وعمر الشناوي، ونبيل عيسى، ورانيا منصور، وعايدة رياض، وفيدرا، ومن تأليف محمد عبد القادر، وإخراج جون إكرام، في ثاني تعاونٍ بينهما بعد فيلم كاملة، المُنتج عام 2022.

## إيرادات الفيلم
عُرض الفيلم في الدورة الرابعة عشر لمهرجان الأقصر للسينما الأفريقية في يناير 2025.
لم ينجح الفيلم في تحقيق إيرادات كبيرة في شباك التذاكر في مصر، إذ رُفع من دور العرض بعد أسبوعين من بدء عرضه محققاً إيرادات إجمالية قدرها 938,000 ج. م.